# Aloe lavranosii
Aloe lavranosii är en grästrädsväxtart som beskrevs av Gilbert Westacott Reynolds. Aloe lavranosii ingår i släktet Aloe och familjen grästrädsväxter. Inga underarter finns listade i Catalogue of Life.